# Koragoïta
La koragoïta és un mineral de la classe dels òxids. Rep el nom d'Aleksei Aleksandrovich Korago (1942–1993), geòleg qui va investigar sobre la formació de les perles de riu al districte Arkhangel'sk de Rússia i l'origen de l'ambre.

## Característiques
La koragoïta és un òxid de fórmula química Mn2+
2Mn3+Nb₂(Nb,Ta)₃W₂O20. Va ser aprovada com a espècie vàlida per l'Associació Mineralògica Internacional l'any 1994. Cristal·litza en el sistema monoclínic. La seva duresa a l'escala de Mohs es troba entre 4 i 5.
Segons la classificació de Nickel-Strunz, la koragoïta pertany a «04.De: Òxids i hidròxids amb proporció Metall:Oxigen = 1:2 i similars amb cations de mida mitjana; amb diversos poliedres» juntament amb els següents minerals: downeyita, koechlinita, russel·lita, tungstibita, tel·lurita, paratel·lurita, bismutotantalita, bismutocolumbita, cervantita, estibiotantalita, estibiocolumbita, clinocervantita i baddeleyita.

## Formació i jaciments
Va ser descoberta a la vall del riu Vez-Dara, a la regió de Khorog, dins la divisió administrativa autònoma de Gorno-Badakhxan, al Tadjikistan. Només ha estat trobada en un altre aindret més a tot el planeta: a la mina La Grange, a la localitat francesa de Meymac, a la regió de Nova Aquitània.